# Gravity Recovery and Interior Laboratory
El Gravity Recovery and Interior Laboratory (GRAIL) va ser un conjunt d'orbitadors espacials de tipus Discovery de la NASA dissenyats per cartografiar en alta qualitat el camp gravitatori de la Lluna per determinar la seva estructura interior. Es van llançar dues naus espacials, GRAIL A (Ebb) i GRAIL B (Flow) el 10 de setembre de 2011 a bord d'un sol vehicle de llançament: la configuració més potent d'un Delta II, el 7920H-10. El GRAIL A es va separar del coet als nou minuts després del llançament, el GRAIL B el va seguir vuit minuts més tard. Van arribar a les seves òrbites lunars en diferència de 24 hores. La primera sonda va entrar en òrbita el 31 de desembre de 2011 i la segona la va seguir l'1 de gener de 2012. Les dues naus van impactar en la superfície lunar el 17 de desembre de 2012.

## Resum

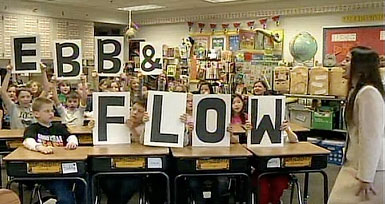
Els estudiants de quart grau de l'Escola Emily Dickinson Elementary School a Bozeman, Montana que va suggerir els noms Ebb i Flow.

Maria Zuber de la Massachusetts Institute of Technology és la investigadora principal del GRAIL. El Jet Propulsion Laboratory de la NASA gestiona el projecte. El programa té un cost de 496 milions de dòlars. En el llançament, es va triar batejar les sondes GRAIL A i GRAIL B canviant de nom, i es va obrir un concurs als escolars per seleccionar els noms. Gairebé 900 aules de 45 estats, Puerto Rico i el Districte de Columbia, van participar també en el concurs. Els noms guanyadors, Ebb i Flow, van ser suggerits pels estudiants de 4t grau al Emily Dickinson Elementary School de Bozeman, Montana.
Cada nau espacial transmet i rep telemetria de l'altra nau i les instal·lacions terrestres. En mesurar el canvi en la distància entre les dues naus, pot ser obtinguda el camp de la gravetat i l'estructura geològica de la Lluna. Les dues naus espacials són capaces de detectar canvis molt petits en la distància entre un i l'altre. Els canvis en distància tan petites com un dècim d'un micròmetre—o la meitat del diàmetre d'un cabell humà—són detectables i mesurables. El camp gravitatori de la Lluna ha sigut mapejat amb un detall sense precedents.

## Objectius
- Mapa de l'estructura de l'escorça lunar i la litosfera
- Comprendre l'evolució asimètrica tèrmica de la Lluna
- Determinar l'estructura del subsòl dels cràters d'impactes i l'origen concentracions de massa lunars
- Conèixer l'evolució temporal de l'escorça de bretxa i magmatisme
- Definir l'estructura profunda interior de la Lluna
- Determinar els límits en la mida del nucli intern de la Lluna

La fase de recopilació de dades de la missió va durar 90 dies, i va anar seguit de 12 mesos d'anàlisi de dades. Els resultats van començar a quedar disponibles en 30 dies després de l'inici de la recol·lecció. El coneixement adquirit ajuda a la comprensió de la història evolutiva dels planetes tel·lúrics i els càlculs de les òrbites lunars.

## Nau espacial

### Instruments

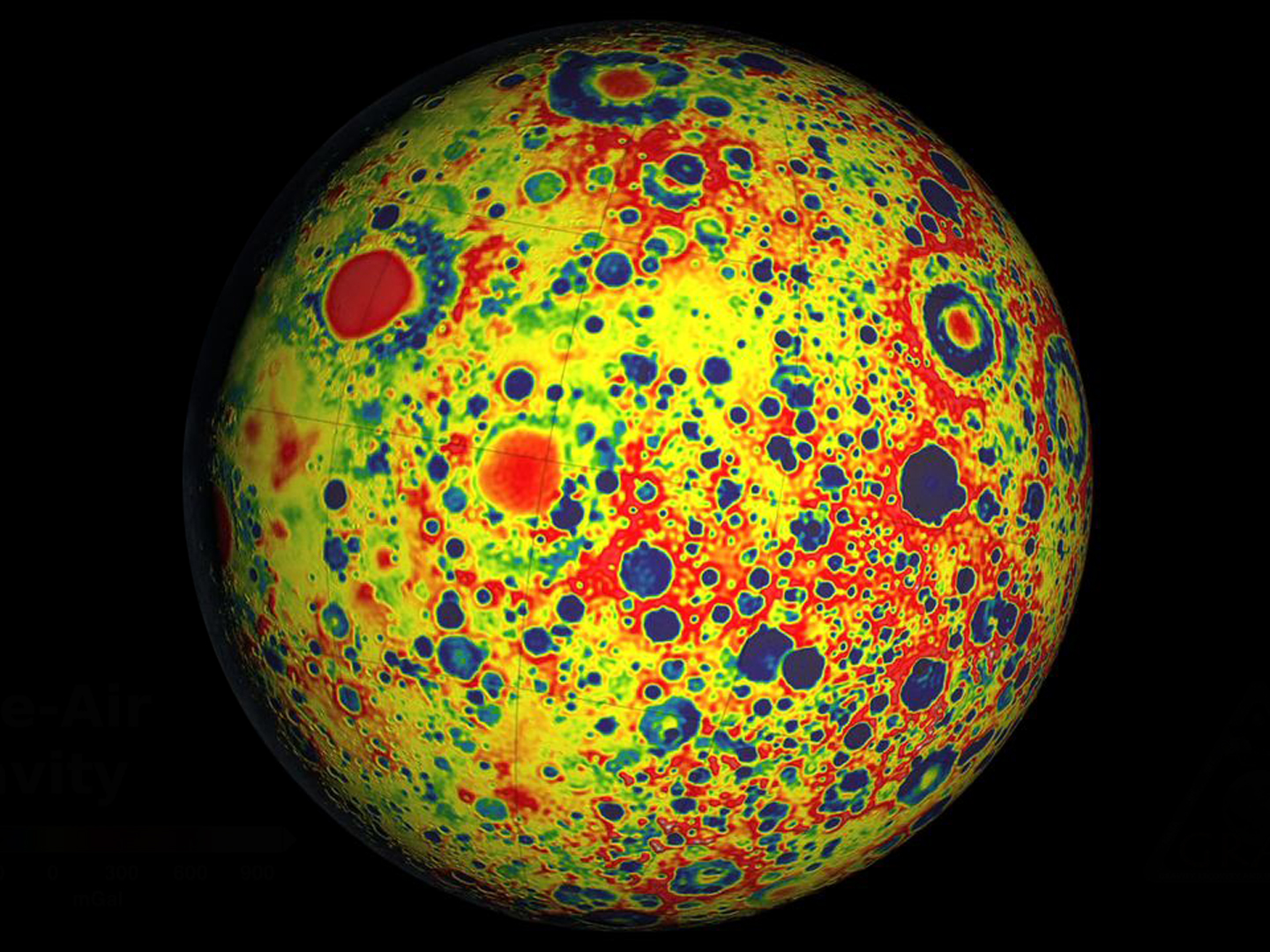
Mapa gravitatòri de la Lluna pel GRAIL

- Ka band Lunar Gravity Ranging System (LGRS), derivat de l'instrument Gravity Recovery and Climate Experiment.[12] El 90% del programari del GRACE es va reutilitzar pel GRAIL.[13]
- Radio science beacon (RSB)
- Experiment Moon Knowledge Acquired by Middle (MoonKAM).[14] Each MoonKAM system (one per spacecraft) consists of a digital video controller and four camera heads.[15] Clica aquí Arxivat 2012-06-28 a Wayback Machine. per a una fotografia de la MoonKAM en òrbita lunar.

### Propulsió
Els propulsors a bord de cada nau espacial eren capaços de produir 22 newtons.
Cada nau espacial va ser alimentat amb 103.5 quilograms d'hidrazina per ser utilitzat pels propulsors i el motor principal per ajudar a la nau espacial a entrar en òrbita lunar i la transició a la fase científica de la missió. El subsistema de propulsió consta d'un dipòsit de combustible principal i un sistema de He-repressurització que es va acitvar breument després de la inserció en òrbita lunar.

## Missió

### Intents de llançament
Totes les hores són en EDT (UTC-4).
| Intent | Programat                        | Resultat  | Diferència de temps         | Raó                | Punt de decisió                 | Clima (%) | Notes |
| ------ | -------------------------------- | --------- | --------------------------- | ------------------ | ------------------------------- | --------- | --- |
| 1      | 8 de setembre de 2011, 08:37:06  | esborrat  | ---                         | vents d'alt nivell | 8 de setembre de 2011, 8:30 am  | 40%       | Un globus meteorològic va ser alliberat minuts abans del punt de decisió per prendre les últimes lectures de vents de nivell superior i els avions de reconeixement del temps de la Força Aèria van ser a dalt a partir de les 7 am. |
| 2      | 8 de setembre de 2011, 09:16:12  | esborrat  | 0 dies, 0 hores, 39 minuts  | vents d'alt nivell | 8 de setembre de 2011, 09:07:12 | 40%       | L'abast va ser reconfigurat per les antenes omnidireccionals en comptes de les fixes per donar suport en 99 graus azimutals. |
| 3      | 9 de setembre de 2011, 08:33:25  | abandonat | 0 dies, 23 hores, 17 minuts | propulsió del coet |                                 | 40%       | Va ser detectat, un problema amb el sistema de propulsió del coet, mentre que el coet Delta 2 es va drenar de combustible. |
| 4      | 10 de setembre de 2011, 08:29:45 | esborrat  | 0 dies, 23 hores, 56 minuts | vents d'alt nivell | 10 de setembre de 2011, 08:21   | 60%       | |
| 5      | 8 de setembre de 2011, 09:08:52  | Reeixit   | 0 dies, 0 hores, 39 minuts  |                    |                                 |           | |

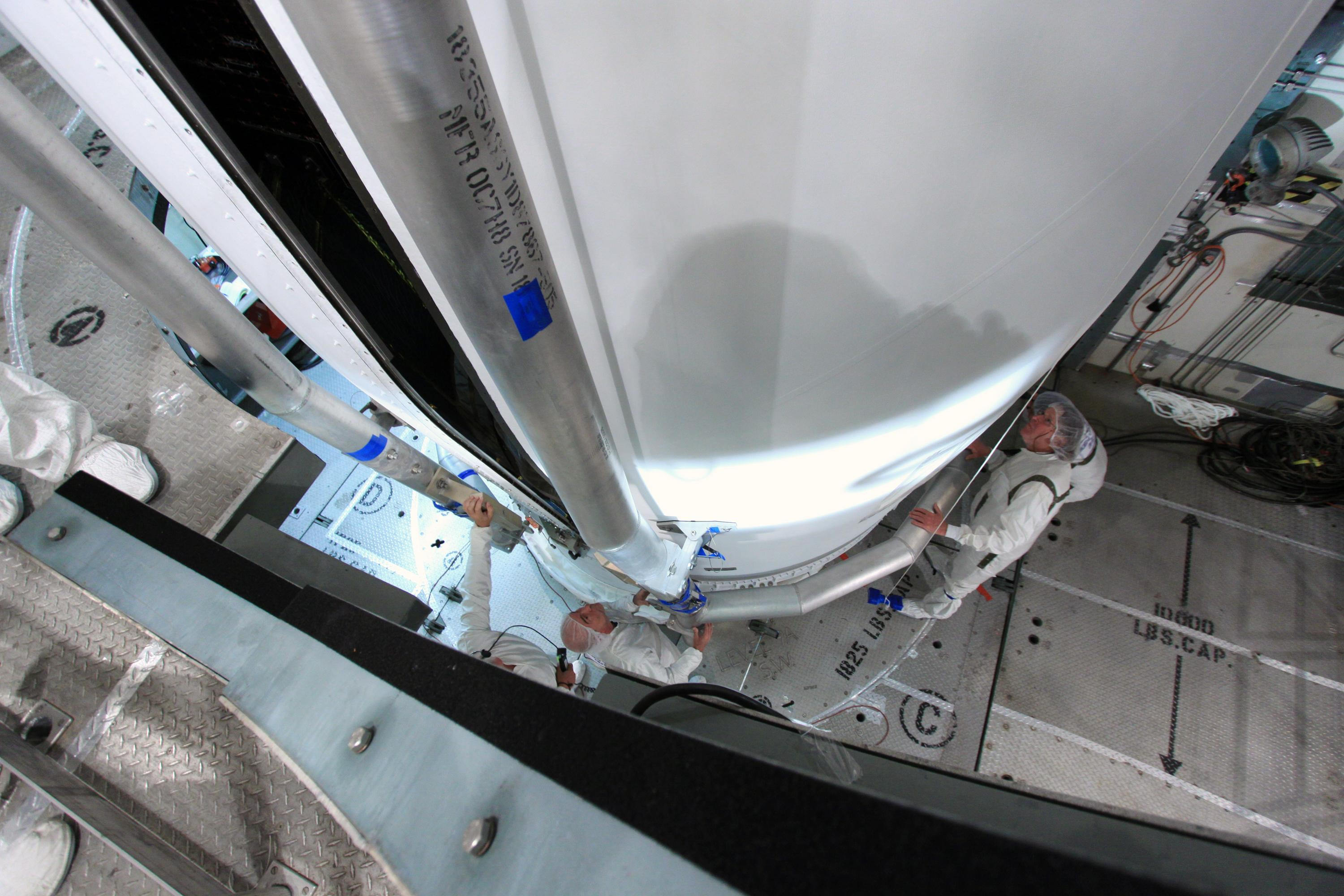
Tècnics de la nau espacial a prop de la càrrega útil amb el GRAIL, abans del llançament.
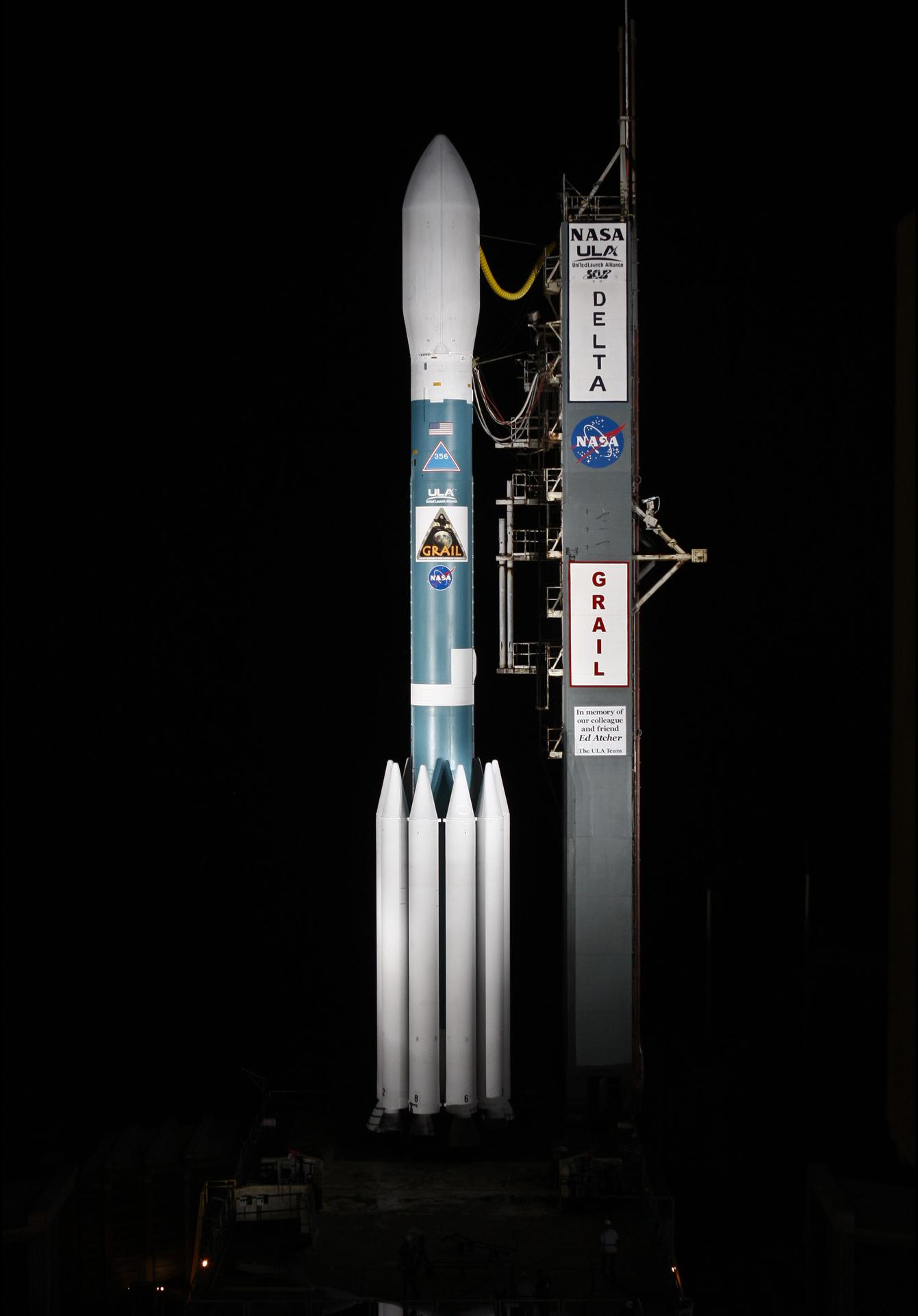
El GRAIL espera el llançament a Cape Canaveral Air Force Station.
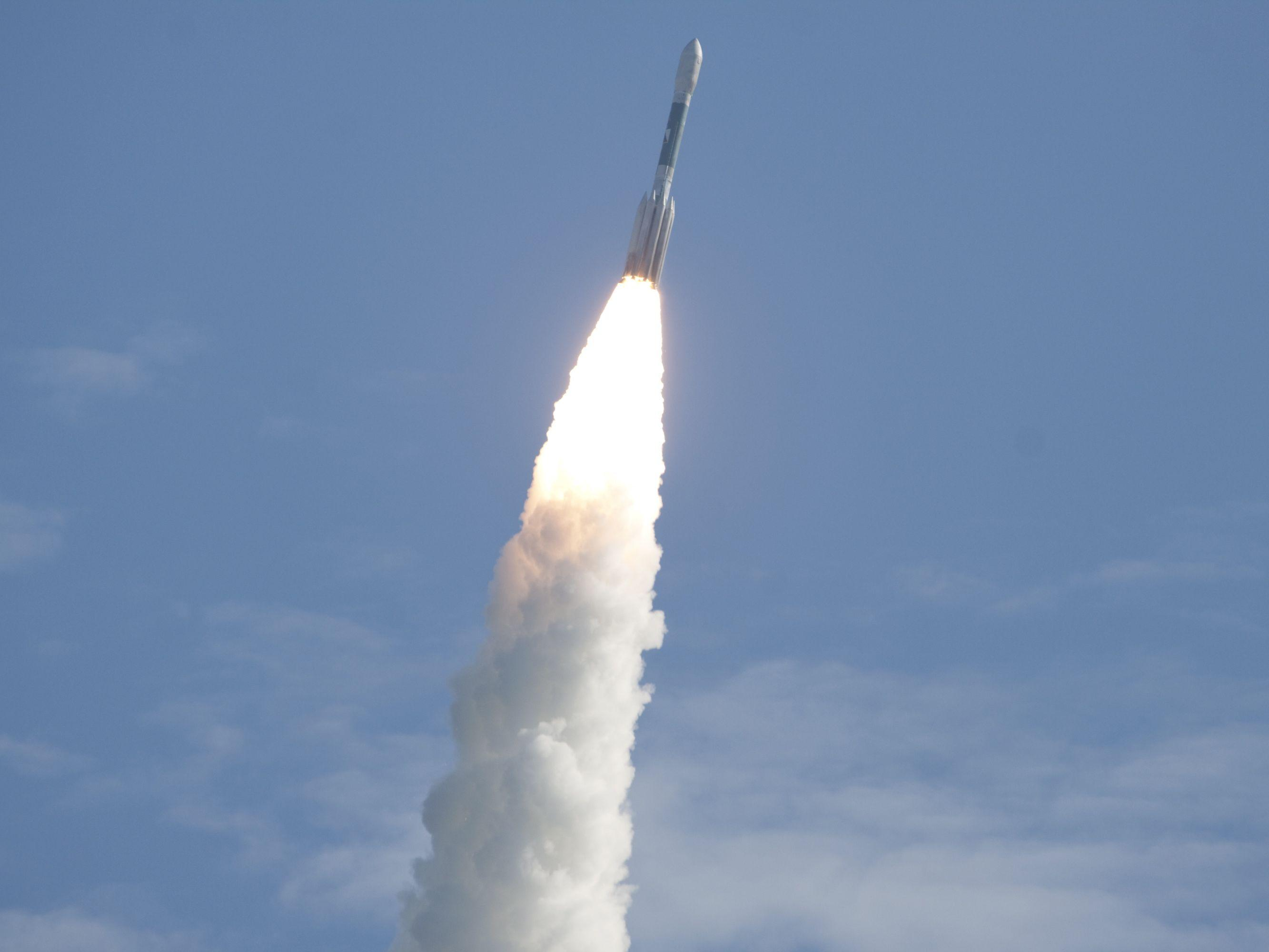
Foc i llum de fum en un cel blau pel coet Delta II Heavy d'United Launch Alliance enlairant el GRAIL a l'espai.

### Fase de trànsit

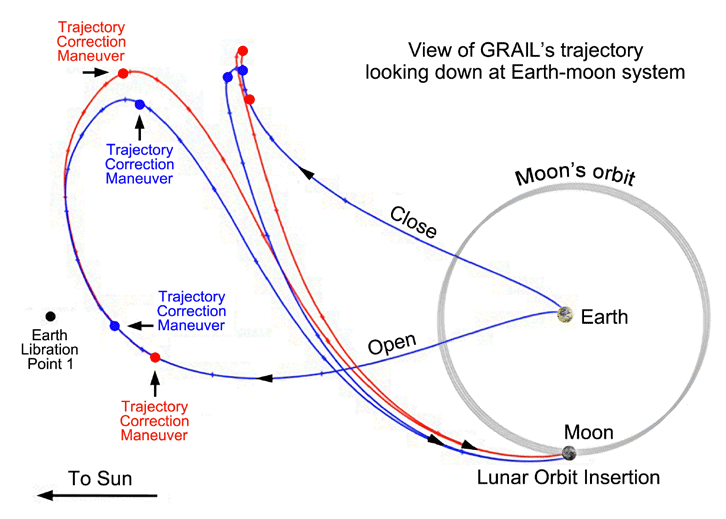
Trànist Terra-Lluna del GRAIL

A diferència de les missions del programa Apollo, que va trigar tres dies a arribar a la Lluna, el GRAIL va estar viatjant entre tres i quatre mesos en una travessia translunar a baixa potència fora de l'òrbita de la Lluna i passant a prop del punt de Lagrange L1 abans de tornar a retrobar-se amb la Lluna. Aquesta trajectòria extensa i tortuosa ha permès a la missió de reduir la demanda de combustible, protegir els instruments i reduir la velocitat de les dues naus espacials a l'arribada lunar pèr ajudar a realitzar òrbites extremadament lentes de 50 km amb separació entre les naus (arribant a 24 hores de diferència) de 175 a 225 km. Les toleràncies tan estretes en el pla de vol deixa poc marge per a la correcció d'errors que porta a una finestra de llançament que duren segons i va proporcionar només dos oportunitats de llançament per dia.

### Fase científica
La fase científica del GRAIL va durar 90 dies. Després de la fase científica (o fase d'ampliació de la missió), es va programar un període de cinc dies de cloenda, després que la nau espacial impactés a la superfície lunar en uns 3 dies. The gravity mapping technique is similar to that used by Gravity Recovery and Climate Experiment (GRACE), and the spacecraft design is based on XSS-11.
Les dates d'inserció orbital va ser el 31 de desembre de 2011 (pel GRAIL-A) i l'1 de gener de 2012 (pel GRAIL-B).
La nau espacial va ser operat a través d'una missió de 90 dies, amb possibilitat de prolongació. Aquesta missió es va dividir en tres cicles de mapeig en nadir de 27,3 dies incloent dos passades de vuit hores diàries del Deep Space Network per a la transmissió de la ciència i les dades del "E/PO MoonKam".

### Fase final
Al final de la fase de la ciència i les ampliacions de la missió, la nau es va apagar i posar fora de servei durant un període de cinc dies. La nau va impactar en la superfície lunar el 17 de desembre de 2012.
 Ambdues naus van impactar en una muntanya lunar sense nom entre Philolaus i Mouchez a 75° 37′ N, 26° 38′ O / 75.62°N,26.63°O. Ebb, la nau principal en la formació, va impactar primer. Flow va impactar moments més tard. Cada nau espacial es desplaçava a 6.050 km/h. Un últim experiment es va dur a terme durant els últims dies de la missió. Els motors principals a bord de la nau espacial es van encendre, esgotant el combustible restant. Les dades d'aquest part seran utilitzades pels planificadors de missions per validar el consum de combustible en simulacions per millorar les prediccions de combustible necessaris en futures missions. La NASA va anunciar que el lloc d'impacte serà anomenat amb el nom de la col·laboradora del GRAIL i primera dona americana a l'espai, Sally Ride.